# En el Moulin Rouge
En el Moulin Rouge ( en francés: Au Moulin Rouge) es una pintura al óleo sobre lienzo del artista francés Henri de Toulouse-Lautrec. Fue pintada entre 1892 y 1895. En el fondo se incluye un autorretrato del artista de perfil, que también representó en ella a algunos de sus amigos. Es una de las varias obras de Toulouse-Lautrec que representan el cabaret Moulin Rouge inaugurado en París en 1889.
La pintura retrata cerca de su centro a un grupo de tres hombres y dos mujeres sentados alrededor de una mesa situada en un rincón del salón de baile del cabaret. De izquierda a derecha, las personas a la mesa son: el escritor Édouard Dujardin, la bailarina La Macarona, el fotógrafo Paul Secau, el fotógrafo Maurice Guibert y, de espaldas, Jane Avril, siendo el punto focal del grupo, reconocible por el tono fuego de su cabello naranja. En primer plano a la derecha, aparentemente sentada en una mesa diferente, hay una vista facial parcial de la bailarina inglesa May Milton, con los labios pintados de rojo, su rostro pálido brillando con una luz y una sombra verdosas distintivas, producto de la luminosidad artificial del establecimiento nocturno. En el fondo, a la derecha, de espaldas arreglándose el moño, está la bailarina del Moulin Rouge, La Goulue, y a su lado otra mujer de perfil. El fondo del centro a la izquierda muestra al propio Toulouse-Lautrec de baja estatura, de pie frente y al lado del Dr. Gabriel Tapié de Céleyran.
En el Moulin Rouge es parte de la Colección Conmemorativa Helen Birch Bartlett en el Instituto de Arte de Chicago, donde se exhibió por primera vez el 23 de diciembre de 1930. Se exhibió en Londres en 2011 en el Instituto de Arte Courtauld. El crítico de arte Jonathan Jones llama a la pintura una obra maestra y escribe que "la escena es de alguna manera más exótica y emocionante que cualquier recreación [del Moulin Rouge o Montmartre ] en la cultura popular".